# Liste der Naturdenkmale in Üxheim
Die Liste der Naturdenkmale in Üxheim nennt die im Gemeindegebiet von Üxheim ausgewiesenen Naturdenkmale (Stand 4. Juni 2024).

## Naturdenkmale
| Nr.         | Bezeichnung                              | Lage                                                                          | Beschreibung | Bild                                    |
| ----------- | ---------------------------------------- | ----------------------------------------------------------------------------- | --- | --------------------------------------- |
| ND-7233-060 | Dreimühlen-Wasserfall und Marmorwand     | Ahütte, südlich des Ortes; Fluren Im Dreimüllergarten und Dreimüllerwald Lage | Kalksinterwand und -wasserfall; flächenhaftes Naturdenkmal, ca. 2 ha; Teilfläche des Naturschutzgebiets Ahbachtal | mehr Fotos \| Fotos hochladen           |
| ND-7233-076 | Kalkfelsenzug im Meerbusch               | Nollenbach, südöstlich des Ortes; Abteilung Merbüsch Lage                     | ca. 120 m lange Felsenformation                                                                                   | Direkt Bild zu diesem Denkmal hochladen |
| ND-7233-081 | Wacholdergebiet nördlich von Niederehe   | Niederehe, nördlich des Ortes; Flur In der Kaul Lage                          | Wacholderheide; flächenhaftes Naturdenkmal                                                                        | Direkt Bild zu diesem Denkmal hochladen |
|             | Wacholdergebiet am Hang des Mühlenberges | Niederehe, nördlich des Ortes; Flur Im Mühlenberg Lage                        | Wacholderheide; flächenhaftes Naturdenkmal, ca. 2,5 ha                                                            | Direkt Bild zu diesem Denkmal hochladen |
| ND-7233-086 | Buche auf dem Köppchen                   | Leudersdorf, westlich des Ortes; Abteilung Michelsberg Lage                   | Fagus sylvatica, um 1840 gekeimt, 12 m hoch bei 1,8 m Brusthöhenumfang                                            | Fotos hochladen                         |
| ND-7233-092 | Esche                                    | Nollenbach, Römerstraße, vor Nr. 20 Lage                                      | Fraxinus excelsior                                                                                                | Direkt Bild zu diesem Denkmal hochladen |

## Ehemalige Naturdenkmale
| Nr. | Bezeichnung                | Lage                                             | Beschreibung                                                                                   | Bild                                    |
| --- | -------------------------- | ------------------------------------------------ | ---------------------------------------------------------------------------------------------- | --------------------------------------- |
|     | Linde an der Klosterkirche | Niederehe, Kerpener Straße, gegenüber Nr. 3 Lage | Tilia sp., vor 1600 gepflanzt, 18 m hoch bei 2,8 m Brusthöhenumfang und 12 m Kronendurchmesser | Direkt Bild zu diesem Denkmal hochladen |